# FemFusion
FemFusion is een Nederlands online platform voor de lesbische gemeenschap. Het werd in 2002 opgericht door Stichting FemFusion, die zelf vanaf 2010 inactief werd. De website bleef lange tijd wel nog beschikbaar.

## Ontstaan
Het lesbische tijdschrift Zij aan Zij plaatste in 2001 een noodoproep aan de lesbische gemeenschap. Om het tijdschrift van de ondergang te redden, richtten Dymphie Verleun, Anna Tijsseling en vier andere lesbische vrouwen de Stichting FemFusion op in 2002. Het doel van Stichting FemFusion is: "Het creëren van een (multi)cultureel platform voor lesbische vrouwen, lesbische activiteiten en de lesbische levensstijl."

## Activiteiten
Stichting FemFusion maakte de website FemFusion dat als online platform dient voor de lesbische gemeenschap. De website heeft als doel om lesbische vrouwen met elkaar in contact te brengen, om het imago van lesbische vrouwen in Nederland te verbeteren, en om lesbische vrouwen zichtbaarder te maken in de Nederlandse samenleving. De website bestond uit een chatroom, een forum en een 'Femcyclopedie', een lesbische winkel (FemShop), een reiswinkel voor lesbische reizen (FemTravel) en een pagina met nieuws omtrent de lesbische gemeenschap (FemKrant).
Naast het realiseren van de website, heeft Stichting FemFusion geholpen met het organiseren van activiteiten voor haar doelgroep, zoals de jaarlijkse landelijke Roze Zaterdag. In 2009 organiseerde FemFusion de Femme van het Jaar verkiezing.

### Politiek
In 2007 bood de Stichting FemFusion toenmalig minister Plasterk van het Ministerie van Onderwijs, Cultuur en Wetenschap een vijf eisenplan aan. Zij eisten:
1. Emancipatie van de lesbische vrouw binnen de homoseksuele doelgroep
2. Onderzoek naar de lesbische en biseksuele identiteit
3. (On)zichtbaarheid van de lesbische vrouw
4. ‘’Ontseksen’’ van het woord lesbisch en de lesbische geaardheid
5. Veiligheid voor lesbische vrouwen

Naar aanleiding van dit eisenplan initieerde Stichting FemFusion het Project Lesbisch Debat. Van februari tot juni 2009 werd elke maand een van bovenstaande thema's besproken door een samengesteld panel. De debatten vonden plaats onder leiding van prof. dr. Saskia Wieringa, voormalig presentatrice Inge Diepman, cabaretière Jetty Mathurin en journalist Nicole Terborg, en auteur Karin Giphart.
In 2008 vielen de portefeuilles van homo- en vrouwenemancipatie voor het eerst beide onder het Ministerie van Onderwijs, Cultuur en Wetenschap. Dankzij Stichting FemFusion is lesbische emancipatie destijds een apart benoemd aandachtspunt geworden, waar het voorheen tussen vrouwenemancipatie en homo-emancipatie inviel. Eindelijk werd er apart aandacht geschonken aan de lesbische doelgroep. Daarom riep de Stichting 2009 uit tot het jaar van de lesbische emancipatie en achtte zij haar doel gerealiseerd.
In de beantwoording van Kamervragen van Tweede Kamerlid Boris van der Ham noemde minister Plasterk zijn bezoek aan FemFusion op 25 april 2009 om daar te spreken over de emancipatie van lesbische en biseksuele vrouwen. In oktober 2009 noemt Plasterk in een brief aan de Tweede Kamer waarin hij het kabinetsbeleid rond homo-emancipatie toelicht FemFusion een belangrijke gesprekspartner.
Vanaf 2010 is de Stichting FemFusion inactief geworden. Het online platform is te gebruiken tegen betaling.